# Județ de Iași
Iași est un județ de Roumanie situé à l'est du pays, près de la frontière avec la République moldave, en Moldavie roumaine. Son chef-lieu est Iași, important centre culturel et universitaire, et ancienne capitale de la Principauté de Moldavie jusqu'en 1859.

## Liste des municipalités, villes et villages

### Municipalités
(population en 2007)
- Iași (traditionnellement écrit Jassy en français) (325 214)
- Pașcani (42 758)

### Villes
(population en 2007)
- Hârlău (11 784)
- Podu Iloaiei (10 162)
- Târgu Frumos (13 471)

### Communes
(population en 2007)
- Alexandru ioan Cuza
- Aroneanu
- Balș
- Bălțați
- Bârnova
- Belcești (11 428)
- Bivolari
- Brăești
- Butea
- Ceplenița
- Ciortești
- Ciohorăni
- Ciurea (10 769)
- Coarnele Caprei
- Comarna
- Costești
- Costuleni
- Cotnari
- Cozmești
- Cristești
- Cucuteni
- Dagâța
- Deleni (10 376)
- Dobrovăț
- Dolhești
- Drăguceni
- Dumești
- Erbiceni
- Fântânele
- Focuri
- Golăiești
- Gorban
- Grajduri
- Gropnița
- Grozești
- Hălăucești
- Hărmănești
- Heleșteni
- Holboca (12 538)
- Horlești
- Ion Neculce
- Ipatele
- Lespezi
- Lungani
- Mădârjac
- Mircești
- Mironeasa
- Miroslava
- Mogoșești
- Mogoșești-Siret
- Moșna
- Moțca
- Movileni
- Oțeleni
- Plugari
- Popești
- Popricani
- Prisăcani
- Probota
- Răchiteni
- Răducăneni
- Rediu
- Românești
- Roșcani
- Ruginoasa
- Scânteia
- Schitu Duca
- Scobinți
- Sinești
- Sirețel
- Stolniceni-Prăjescu
- Strunga
- Șcheia
- Șipote
- Tansa
- Tătăruși
- Todirești
- Tomești (12 337)
- Trifești
- Țibana
- Țibănești
- Țigănași
- Țuțora
- Ungheni
- Valea Lupului
- Valea Seacă
- Vânători
- Victoria
- Vlădeni
- Voinești

## Géographie
Sa position à la frontière avec la République de Moldavie lui confère la facilité de certaines relations avec les voisins de l'est.

## Politique
| Parti | Parti                             | Sièges |
| ----- | --------------------------------- | ------ |
|       | Parti national libéral (PNL)      | 17     |
|       | Parti social-démocrate (PSD)      | 10     |
|       | Alliance 2020 USR-PLUS (USR-PLUS) | 6      |
|       | Parti Mouvement populaire (PMP)   | 3      |

## Tourisme
- Liste des châteaux moldaves